# Nado sincronizado nos Jogos Pan-Americanos de 2003
As competições de nado sincronizado nos Jogos Pan-Americanos de 2003 foram realizadas em Santo Domingo, República Dominicana. Esta foi a décima primeira edição do esporte nos Jogos Pan-Americanos.

## Dueto
| POSIÇÃO | NADADORAS                                  | PONTOS |
| ------- | ------------------------------------------ | ------ |
|         | Alison Bartosik & Anna Kozlova (USA)       | 95.917 |
|         | Fanny Létourneau & Courtenay Stewart (CAN) | 95.584 |
|         | Carolina Moraes & Isabela Moraes (BRA)     | 91.833 |
| 4.      | Nara Falcon & Olga Vargas (MEX)            | 87.834 |
| 5.      | Luna Aguilu & Leilani Torres (PUR)         | 84.000 |
| 6.      | Eglen Martínez & Ninth Martínez (VEN)      | 82.833 |
| 7.      | Claudia Cueli & Maricarmen Saleta (DOM)    | 80.084 |
| 8.      | Nadezhda Gomez & Violeta Mitinian (CRC)    | 73.084 |
| 9.      | Deevah Leenheer & Kemberly Vinck (ARU)     | 73.000 |
| 10.     | Florence Corleto & Andrea Esquivel (ESA)   | 69.334 |

## Equipes
| POSIÇÃO | NAÇÃO                | PONTOS |
| ------- | -------------------- | ------ |
|         | USA Estados Unidos   | 97.000 |
|         | CAN Canadá           | 96.416 |
|         | BRA Brasil           | 91.166 |
| 4.      | MEX México           | 88.250 |
| 5.      | VEN Venezuela        | 84.500 |
| 6.      | República Dominicana | 81.250 |
| 7.      | El Salvador          | 68.250 |

## Quadro de medalhas
| Posição | Nação              |   |   |   | Total |
| ------- | ------------------ | - | - | - | ----- |
| 1       | USA Estados Unidos | 2 | 0 | 0 | 2     |
| 2       | CAN Canadá         | 0 | 2 | 0 | 2     |
|         | BRA Brasil         | 0 | 0 | 2 | 2     |
| Total   | Total              | 2 | 2 | 2 | 6     |